# Captain Ken
Captain Ken (キャプテン・ケン, Kyaputen Ken) is een sciencefiction manga met western elementen van Osamu Tezuka. Hij werd oorspronkelijk uitgegeven in Shogakukan's Weekly Shonen Sunday van 18 december 1960 tot 20 augustus 1961. De hoofdstukken werden later samengebundeld in twee tankōbon. De strip werd in 2015 in het Engels uitgegeven door Digital Media.

## Verhaal
Het verhaal speelt zich af in de toekomst. De mensheid is geëmigreerd naar de planeet Mars, thuis van de Marsmannen. Mensen beginnen te jagen op Marsmannen: beiden haten elkaar.
De Hoshino-familie woont in Heden City. Aardling Ken Minakami bezoekt haar familie, de Hoshino's, op Mars. Kort na haar aankomst verschijnt de mysterieuze Kapitein Ken in Heden City. Kapitein Ken is een mens die vecht voor de Marsmannen en hen beschermt tegen degenen die hen willen uitbuiten.
Mamoru Hoshino, de oudste Hoshino zoon, vermoedt dat Ken Minakami de ware identiteit van Kapitein Ken is.